# Пюимерас
Пюимера́с (фр. Puyméras) — коммуна во французском департаменте Воклюз региона Прованс — Альпы — Лазурный Берег. Относится к кантону Везон-ла-Ромен. 

## Географическое положение

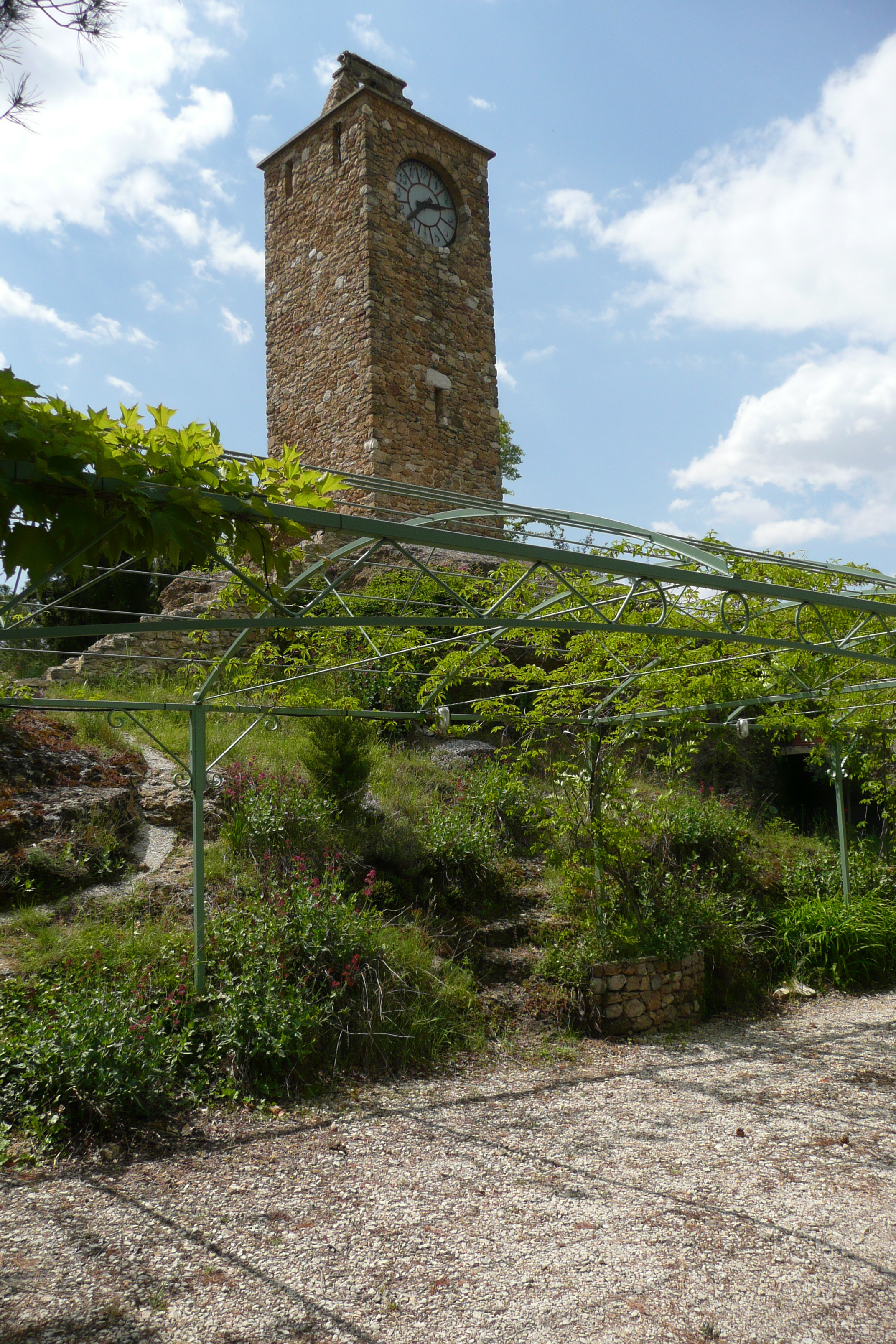
Часовая башня в Пюимерасе.

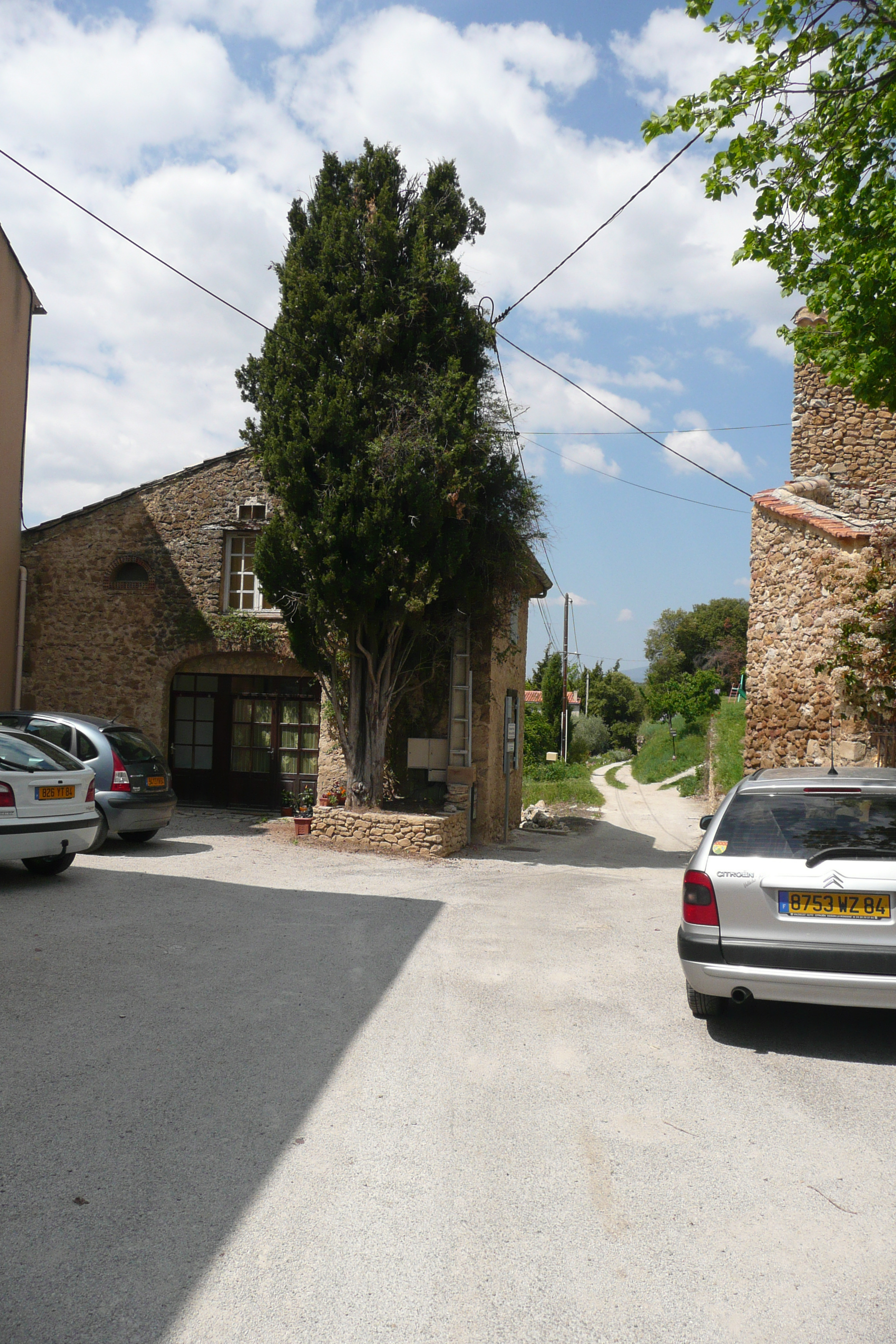
Центр коммуны.

Пюимерас расположен в 45 км к северо-востоку от Авиньона. Соседние коммуны: Пьегон на севере, Мериндоль-лез-Оливье на востоке, Фокон на юго-востоке, Антрешо на юге, Сен-Марселлен-ле-Везон, Везон-ла-Ромен и Сен-Ромен-ан-Вьеннуа на юго-западе.

## Демография
Население коммуны на 2010 год составляло 648 человек.
| 1962 | 1968 | 1975 | 1982 | 1990 | 1999 | 2010 |
| ---- | ---- | ---- | ---- | ---- | ---- | ---- |
| 368  | 387  | 414  | 436  | 537  | 609  | 648  |

## Достопримечательности
- Церковь Сен-Мишель, первоначально была построена в романском стиле на месте бывшей крепости.
- Часовая башня.
- Замок, разрушен во время французской революции.
- Коммуна окружена крепостной стеной.
- Круглая башня, Порт-де-Сабрюн.
- На Плас-де-ла-Гран-Фонтен находится фонтан и лавуар XVIII века.
- Часовни в романском стиле Сен-Аполлинер, Сен-Флавьян и Сен-Жорж.

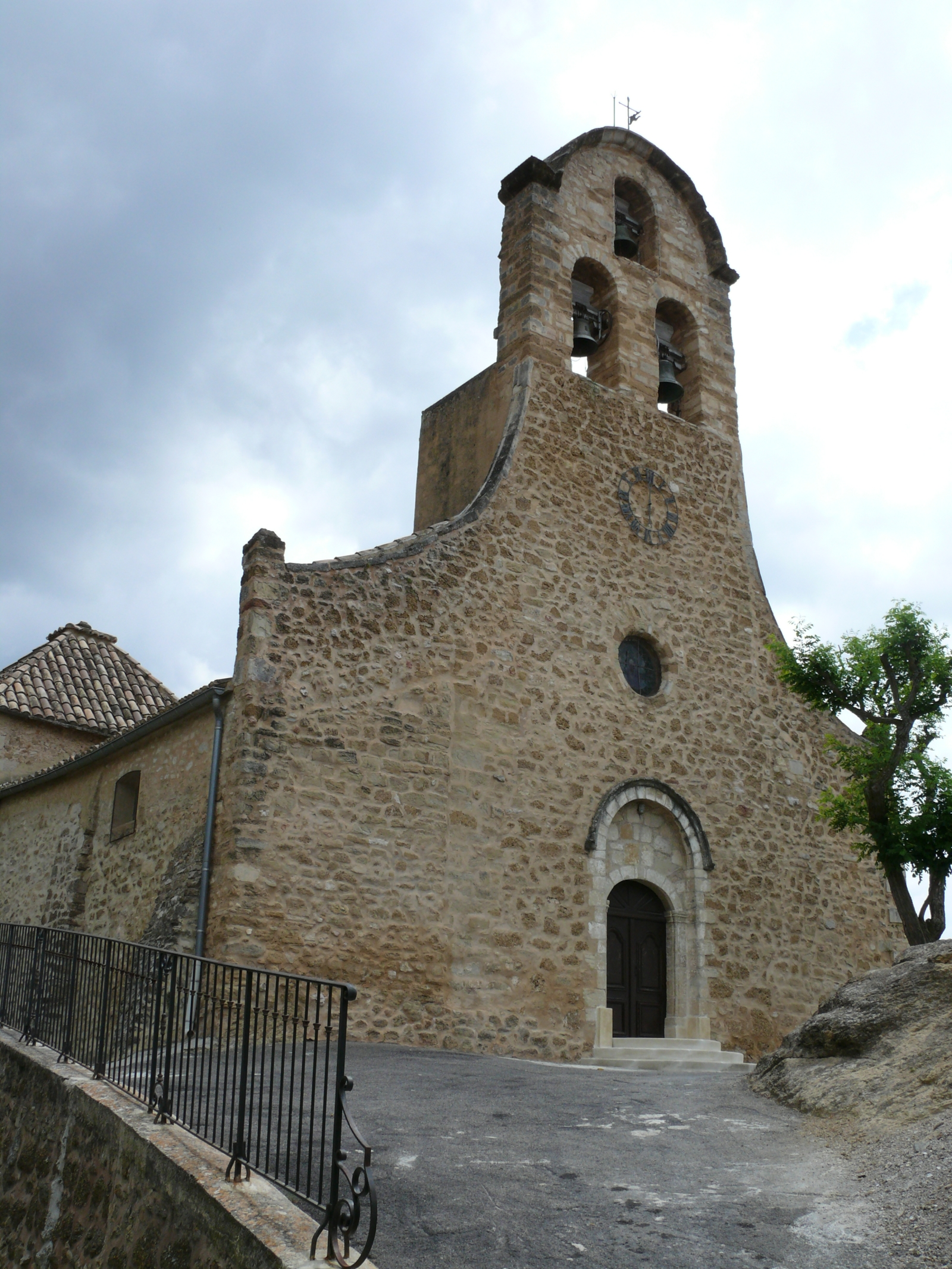
Церковь Сен-Мишель
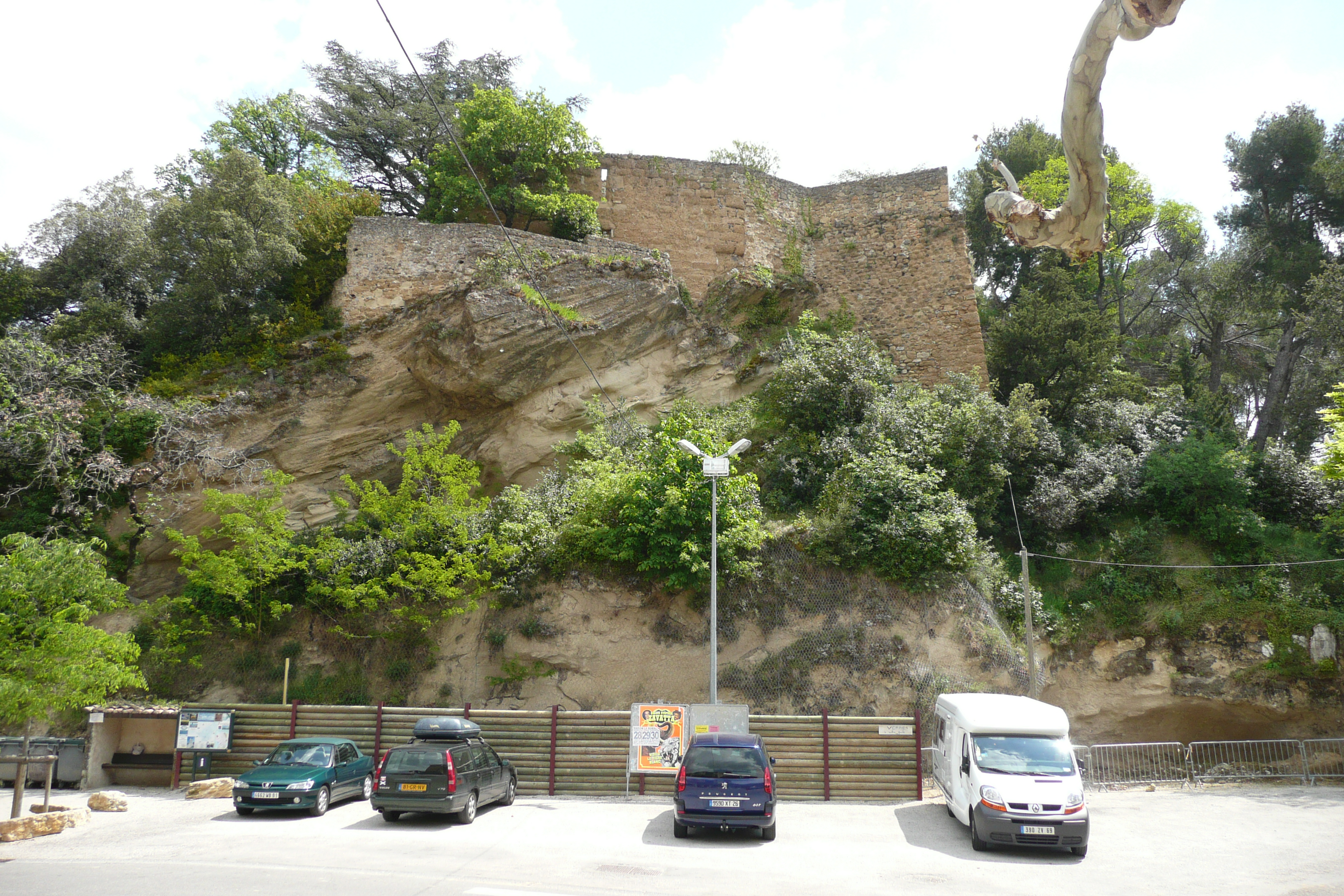
Фортификационная стена, XIV век
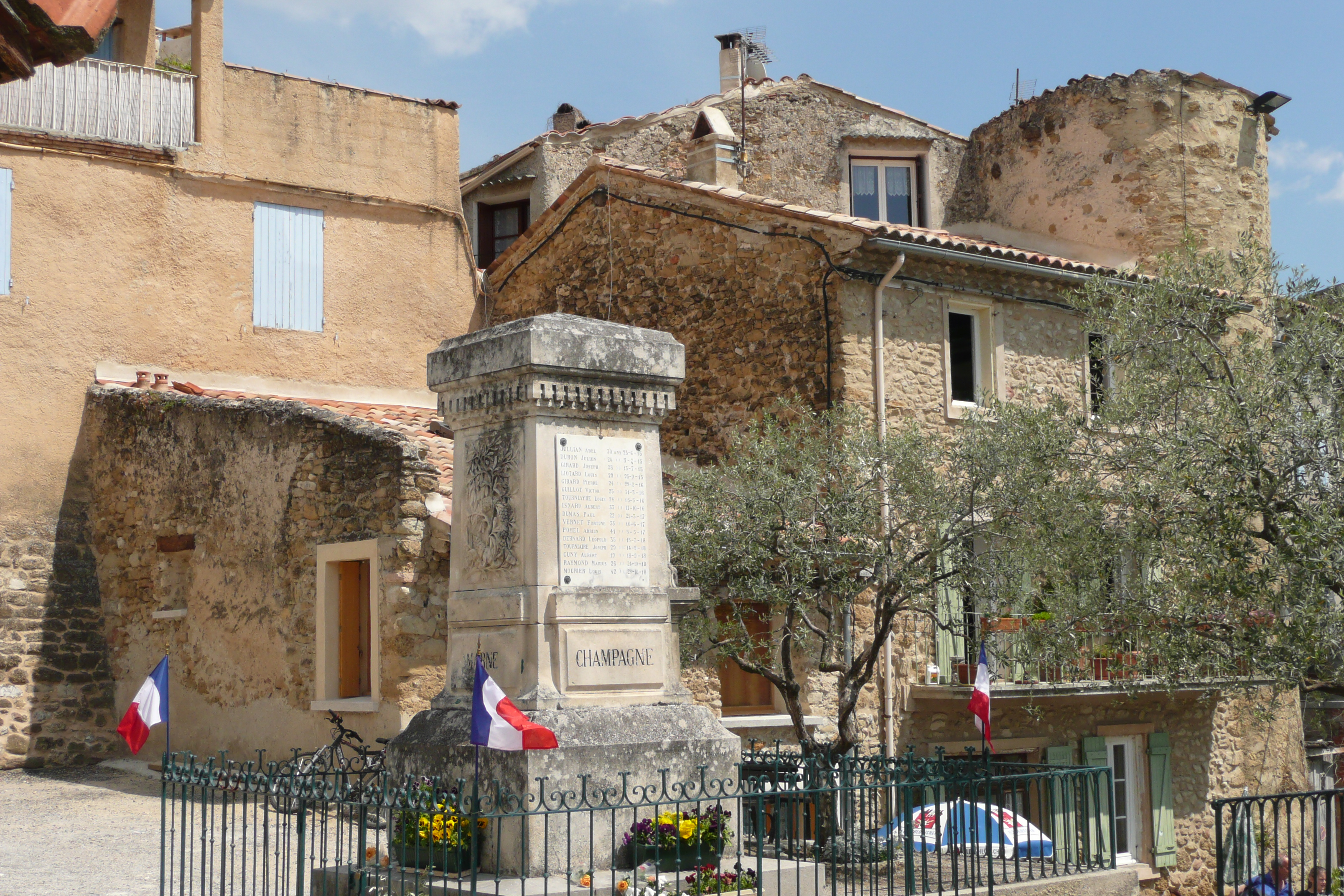
Круглая башня и памятник павшим на переднем плане.
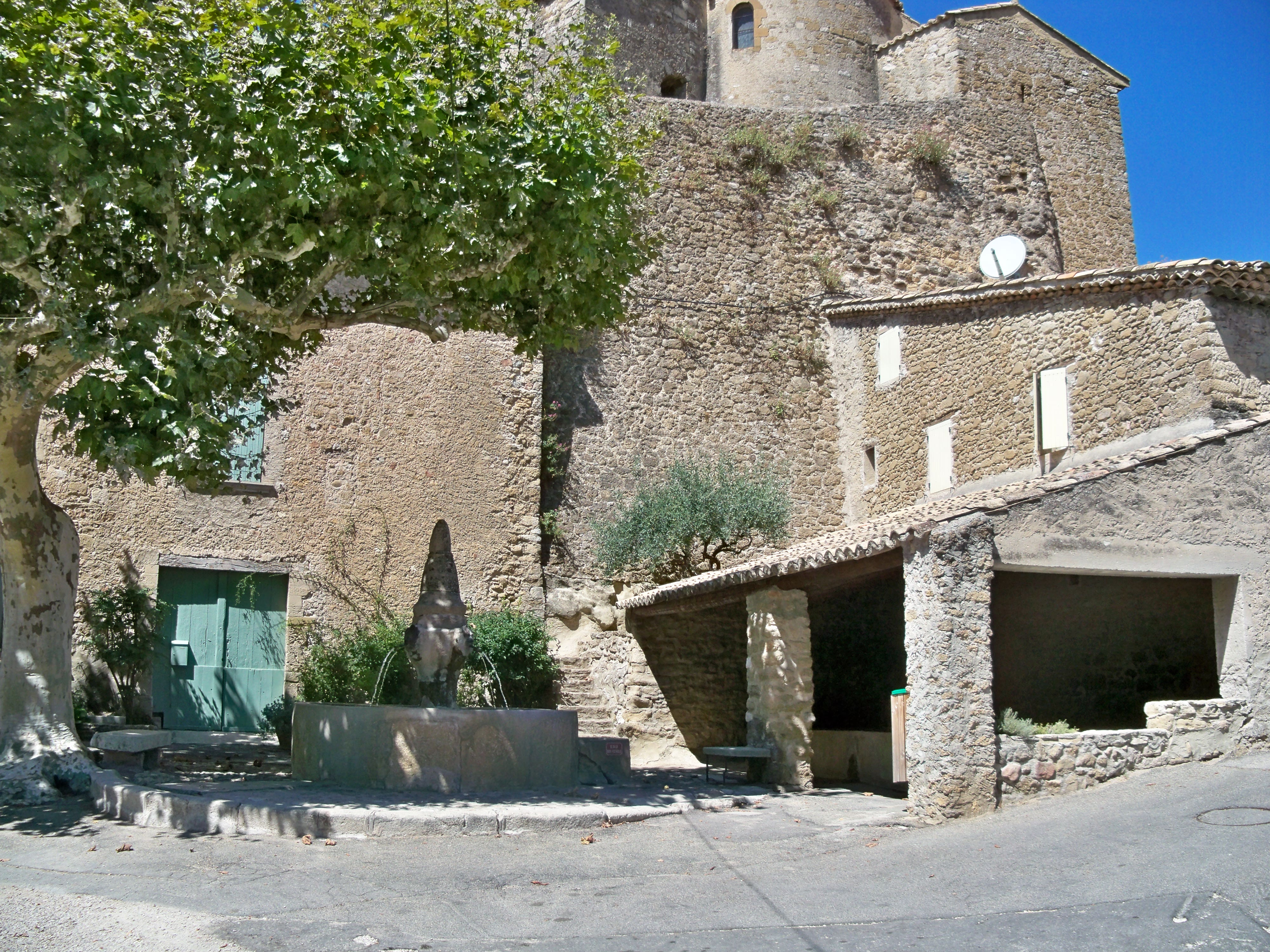
Центральный фонтан и лавуар